# Aart-verlag
Der aart-verlag ist ein Schweizer Musikverlag mit Sitz in Bern. Er wurde 2002 von den Komponisten Rico Gubler, Stefan Häussler, Marc Kilchenmann und Philippe Kocher gegründet.

## Profil
Der Verlag hat sich auf die Edition Neuer Musik von Schweizer Komponisten spezialisiert. Neben den  Werken der Gründungsmitglieder gibt der Verlag die Gesamtausgaben der Werke von Hermann Meier, Urs Peter Schneider und Peter Streiff heraus.